# Minuskel

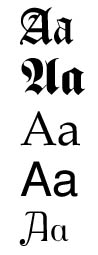
A (Majuskel) und a (Minuskel) in verschiedenen Schriftarten

Minuskel (die Minuskel, von lateinisch minusculus ‚etwas kleiner‘) ist unter anderem in der Typografie ein Fachbegriff für die Kleinbuchstaben des Alphabets. Majuskel ist die entsprechende Bezeichnung für einen Großbuchstaben. In der Druckersprache werden Minuskeln auch Gemeine genannt.

## Gestalt
Kleinbuchstaben sind allgemein kleiner als Großbuchstaben, wobei der Größenunterschied auffällig (z. B. bei E und e) oder weniger deutlich sein kann (z. B. bei K und k). Einige sehen abgesehen von der Größe wie der zugehörige Großbuchstabe aus (z. B. C und c, X und x), einige sind dem Großbuchstaben mehr oder weniger ähnlich (z. B. F und f, J und j), bei einigen weicht die Form erheblich von der des Großbuchstabens ab (z. B. A und a, R und r).
Während Großbuchstaben alle gleich hoch sind, unterscheiden sich die Kleinbuchstaben in ihrer Höhe: Einige nehmen nur einen mittleren Höhenbereich ein (z. B. a, e, n), einige haben zusätzlich eine sogenannte Oberlänge (z. B. d, f, k), andere haben eine Unterlänge (z. B. g, p, y). Insgesamt nehmen die Kleinbuchstaben drei „Etagen“ ein und lassen sich damit in ein Vierlinienschema einzeichnen (siehe Liniensystem).
Das genaue Aussehen eines Buchstabens hängt von der Schriftart ab (Beispiele im Bild oben), aber auch vom Schriftschnitt (z. B. fette oder kursive Buchstaben) und natürlich von der Schriftgröße.

## Verwendung
Heute werden beim Schreiben in der Regel Klein- und Großbuchstaben kombiniert verwendet. Damit wird ein Schriftbild erzeugt, bei dem die Texte besonders schnell gelesen und leicht erfasst werden können (siehe dazu Großschreibung und Kleinschreibung). Es macht auch einen ästhetischen Unterschied, ob ein Text Klein- und Großbuchstaben enthält oder nur Kleinbuchstaben oder nur Großbuchstaben.

## Minuskelschriften
Eine Minuskelschrift (oder kurz Minuskel) ist eine historische Schriftart, deren Buchstaben der Form nach den heutigen Kleinbuchstaben entsprechen. Ein bekanntes Beispiel ist die karolingische Minuskel.
Die historische Entwicklung der Kleinbuchstaben und ihrer Gestalt entspricht bis zur Renaissance der Entwicklung der Minuskelschriften. Seit der Renaissance gibt es Schriften, die ein Großbuchstaben- und ein Kleinbuchstabenalphabet in sich vereinen, was heute für nahezu alle Schriftarten gilt.